# Gare de Berlin Schichauweg
La gare de Berlin Schichauweg est une gare ferroviaire à Berlin, dans le quartier de Lichtenrade.

## Histoire
À l'ouverture de la ligne de Berlin à Dresde, il existe une maison de garde-barrière au sud-ouest de la gare actuelle.
En 1938, la voie est élevée au niveau du barrage. Au même moment, le rez-de-chaussée, l'anneau extérieur des marchandises traversant la voie, est construit, l'itinéraire suit au nord de la gare actuelle. Une courbe de liaison passe entre le sud et l'est, en outre en 1944 une courbe est construite du sud vers l'ouest. Avec la construction de la ligne de la grande ceinture de Berlin en 1951, la ligne de marchandises perd sa fonction et n'est utilisée que pour le trafic de fret local, puis est démantelée au nord de la gare.
Au milieu des années 1980, le pont à voie unique S-Bahn de 1938 traversant la rue est remplacé par un nouveau bâtiment à double voie.
La gare de Berlin Schichauweg est la seule construction récente d'une gare de S-Bahn par le Berliner Verkehrsbetriebe, au moment de l'ouverture les droits d'exploitation du S-Bahn à Berlin-Ouest.